# クレーの絵本
「クレーの絵本」（クレーのえほん）は、三善晃の合唱組曲。作詩は谷川俊太郎。また、後に谷川が編んだ詩画集の名前でもある。

## 概説
第1集は早稲田大学混声合唱団の委嘱により、1978年（昭和53年）秋、同団の創立30周年記念演奏会のために混声五部版が作曲され、八尋和美の指揮で初演された。テキストは団員からの強い希望により、谷川の詩集『夜中に台所でぼくはきみに話しかけたかった』（1975年）に所収の「ポール・クレーの絵による「絵本」のために」から選んだ。三善と谷川のコンビによる合唱作品は多数あるが、その最初の作品である。「谷川さんは、ある意味ではプロ中のプロと言ってもいい-いい意味ですよ。その言葉がほとんど話し言葉で、しかも哲理というか思想を鋭くすくっている」「読んで五分くらいで浮かんだものが結局は音になってしまいますね」と三善は谷川の魅力を語っている。その後、ひばり児童合唱団の委嘱により1992年（平成4年）に9月に混声三部版に編曲された。
第2集は関西大学グリークラブの委嘱により、1979年（昭和54年）12月、男声四部版が作曲され、田中信昭の指揮で初演された。その後混声四部版にも編曲されている。

## 曲目
第1集、第2集とも、全5曲からなる。
第1集
混声三部版は全編でピアノを伴う。
1. 階段の上の子供
無伴奏混声五部（SATBB）。
2. あやつり人形劇場
無伴奏混声四部（SATB）。平成17年度全日本合唱コンクール課題曲。
3. 幻想喜歌劇「船乗り」から格闘の場面
混声四部（SATB）とギター。
4. 選ばれた場所
混声四部（SATB）とシンバル。
5. 黄色い鳥のいる風景
混声五部（SATBB）とギター。第3刷より、ギター譜は吉田覚の手による改訂譜に差し替えられている。

第2集
混声版、男声版とも、全編無伴奏である。
1. 黒い王様
2. ケトルドラム奏者
3. 黄金の魚
男声版は、平成5年度全日本合唱コンクール課題曲。
4. まじめな顔つき
男声版は、平成31年度全日本合唱コンクール課題曲。
5. 死と炎
男声版は、平成14年度全日本合唱コンクール課題曲。

## 楽譜
第1集、第2集ともカワイ出版から出版されている。第2集は2019年現在、受注生産となっている。